# Mistrzostwa Polski w Tenisie Stołowym 2005
Mistrzostwa Polski w Tenisie Stołowym 2005 – 73. edycja mistrzostw, która odbyła się w dniach 4–6 marca 2005 roku w Gdańsku.

## Medaliści
| Konkurencja             | Złoty                                                              | Srebrny                                                                   | Brązowy |
| Gra pojedyncza mężczyzn | Lucjan Błaszczyk (Zugbrücke Grenzau)                               | Daniel Górak (Garde du Voeu Hennebont)                                    | Wang Zengyi (Odra Księginice) Bartosz Such (Odra Księginice)                                                                                        |
| Gra pojedyncza kobiet   | Xu Jie (AZS Częstochowa)                                           | Paulina Narkiewicz (AZS Częstochowa)                                      | Magdalena Cichocka (AZS Wrocław) Kinga Stefańska (KTS Tarnobrzeg)                                                                                   |
| Gra podwójna mężczyzn   | Lucjan Błaszczyk (Zugbrücke Grenzau) Wang Zengyi (Odra Księginice) | Marcin Czerniawski (KS Jaktorów) Witold Skubiszewski (Pogoń Lębork)       | Artur Daniel (Olimpia Grudziądz) Paweł Chmiel (GKS Nowa Wieś Lęborska) Bartosz Such (Odra Księginice) Jakub Perek (Odra Księginice)                 |
| Gra podwójna kobiet     | Daria Łuczakowska (AZS Wrocław) Anna Smykowska (KTS Tarnobrzeg)    | Xu Jie (AZS Częstochowa) Marta Smętek (GLKS Nadarzyn)                     | Antonina Szymańska (PKS Kazimierza Wielka) Renata Gumula (Bronowianka Kraków) Anna Janta-Lipińska (Bronowianka Kraków) Agata Pastor (Pogoń Siedlce) |
| Gra mieszana            | Wang Zengyi (Odra Księginice) Xu Jie (AZS Częstochowa)             | Zbigniew Kaczmarek (Trasko Ostrzeszów) Alina Mikijaniec (IKTS Inowrocław) | Bartosz Such (Odra Księginice) Magdalena Górowska (Bronowianka Kraków) Daniel Górak (Garde du Voeu Hennebont) Magdalena Cichocka (AZS Wrocław)      |